# Parmelinopsis neodamaziana
Parmelinopsis neodamaziana är en lavart som först beskrevs av Elix & J. Johnst., och fick sitt nu gällande namn av Elix & Hale. Parmelinopsis neodamaziana ingår i släktet Parmelinopsis och familjen Parmeliaceae.   Inga underarter finns listade i Catalogue of Life.